# Klamm (Gemeinde Rottenmann)
Klamm ist eine Ortschaft am Ende der Rottenmanner Klamm in den Rottenmanner Tauern. Durchflossen wird die Rotte vom Strechenbach. 
Am 1. Jänner 2017 zählte der Ort 99 Einwohner. Im Laufe der Zeit ist die Klamm mit Strechau zusammengewachsen, wodurch nun augenscheinlich nur einer statt zwei Orten existieren. Durch die Klamm geht die L739, eine Landstraße, welche zum Ort Oppenberg führt.